# Merkezefendi Belediyesi Denizli Basket
El Merkezefendi Belediyesi Denizli Basket, conocido como Yukatel Merkezefendi Belediyesi por motivos de patrocinio, es un equipo de baloncesto turco con sede en la ciudad de Denizli, que compite en la BSL, la máxima división de su país. Disputa sus partidos en el Pamukkale University Arena, con capacidad para 5,000 espectadores.

## Historia
El equipo cuyo nombre era Yüksekçıta Koleji, pasó a llamarse Merkezefendi Belediyesi Denizli Basket en 2018. Al término de la temporada regular de 2018-19, el equipo, que estaba compitiendo en la Türkiye Basketbol 2. Ligi, la tercera división turca, acabó imbatido en la temporada regular, y ganó los playoffs, logrando el ascenso a la Türkiye Basketbol 1. Ligi.
En la temporada 2020-21, ya en la segunda división, volvieron a acabar líderes en la fase regular, logrando el ascenso directamente a la BSL, la primera vez que alcanzaba la máxima categoría.

## Resultados en liga
| 2018-19 | 3 | TB2L | 1º  |  |  |  |  |  |  |
| 2019-20 | 2 | TBL  | 3º  |  |  |  |  |  |  |
| 2020-21 | 2 | TBL  | 1º  |  |  |  |  |  |  |
| 2021–22 | 1 | BSL  | 14º |  |  |  |  |  |  |
| 2022–23 | 1 | BSL  |     |  |  |  |  |  |  |